# Chris Gonzalez Collection
A Chris Gonzalez Collection, anteriormente Chris Gonzalez Library and Archives, é uma coleção especial abrigada na Biblioteca Central da Biblioteca Pública de Indianápolis em Indianápolis, Indiana, Estados Unidos. A coleção contém mais de 7.000 materiais focados em questões e história LGBTQ+ locais e nacionais. Seu homônimo, Christopher T. Gonzalez, foi um ativista LGBTQ+ local e fundador do Indiana Youth Group. Em 2019, a Indy Pride fez parceria com a Biblioteca Pública de Indianápolis para abrir a coleção ao público.

## Criação
A ideia de Michael Bohr, residente de longa data em Indianápolis e graduado pela Brebeuf Jesuit Preparatory School, 1966 e pela Xavier University, 1970, iniciou o arquivo em 1993 com a doação de sua coleção pessoal, que continha 1.600 livros e outras recordações da vida gay em Indianápolis. Durante as décadas de 1980 e 1990, a síndrome da imunodeficiência adquirida (AIDS) ceifou a vida de muitos amigos de Bohr e, assim, serviu de catalisador na criação da biblioteca. Além disso, o conhecimento de Bohr sobre outras bibliotecas LGBT, especialmente a Biblioteca Gerber/Hart em Chicago, serviu de inspiração para o estabelecimento de uma biblioteca em sua cidade natal, Indianápolis.[carece de fontes?]

## Coleção
Desde o início, a inclinação de Bohr era coletar e preservar a história da vida gay em Indianápolis. Assim, ao erguer a Biblioteca e Arquivos Chris Gonzalez, tornou-se o local que defende e comemora a vida de pessoas amantes do mesmo sexo e um repositório de títulos e recordações LGBT para as gerações futuras. Publicações gays e lésbicas como The Mirror, The Works e The Screamer, que se acredita ser a primeira publicação gay da cidade servem como exemplos. The Screamer foi publicado em papel mimeografado em 1966 e seus escritores trabalharam disfarçados usando pseudónimos. A coleção de vídeos de cenas de drag de Bob e Margaret Green também está incluída. Outros itens notáveis no arquivo são uma coleção de mais de 200 camisetas de festivais e desfiles GBLT nos Estados Unidos, obras de arte de artistas locais, parafernália LGBT, lembranças e itens colecionáveis LGBT raros.[carece de fontes?]

## Desenvolvimento
A Chris Gonzalez Library and Archives tornou-se realidade em março de 1995, em colaboração com a Diversity, Inc., um centro comunitário LGBT extinto em Indianápolis. Embora o foco da Diversidade estivesse no futuro, servindo como uma câmara de compensação central identificada publicamente para pessoas que se identificam como gays, lésbicas, bissexuais e transgéneros, o papel da biblioteca era manter uma luz brilhante sobre o passado. Entre 1997 e 2007, a biblioteca passou por diversas mudanças e alguns patrocinadores diferentes. Com efeito, sem outras alternativas, a coleção foi armazenada durante aproximadamente um ano. No entanto, Bohr continuou buscando coleções adicionais e algumas foram simplesmente doadas por pessoas da comunidade.
Em abril de 2008, a Indy Pride estabeleceu um relacionamento com a Chris Gonzalez Library and Archives e se tornou seu único benfeitor. Indy Pride é uma organização comunitária sem fins lucrativos que busca "celebrar e educar outras pessoas sobre o rico legado histórico e cultural dos povos gays, bissexuais e transgêneros".
Em 2017, a Indy Pride doou a maior parte do acervo à Biblioteca Pública de Indianápolis para torná-la mais acessível ao público. Mais de 7.000 itens foram incorporados ao acervo da biblioteca pública em sua sede, cada um marcado com uma placa de identificação em seu interior. A grande inauguração em 2019 incluiu a inauguração de uma exposição permanente na Sala de Leitura Simon.

## Chris Gonzalez
A coleção leva o nome de Christopher T. Gonzalez, um apoiador local e ativista da juventude gay e lésbica em Indiana. Ele é creditado por estabelecer o Grupo de Jovens de Indiana em 1987, uma organização premiada e sem fins lucrativos que atende jovens gays, lésbicas, bissexuais, transgêneros e questionadores. Ele sucumbiu à AIDS em abril de 1994, aos 30 anos.